# 殘肢變色龍
殘肢變色龍（Brookesia perarmata），又名玫瑰枯葉變色龍，是馬達加斯加特有的一種變色龍。